# Cornelis Kuypers
Cornelis Kuypers (Gorinchem, 20 september 1864 – Soest, 29 oktober 1932) was een Nederlands kunstschilder en aquarellist. Hij maakte vooral landschappen en watergezichten, en wordt gerekend tot de tweede generatie van de Haagse School.

## Leven en werk
Kuypers stamde uit een schildersfamilie. Cornelis Kuipers behoorde tot zijn voorvaderen. Na het doorlopen van de Kunstnijverheidsschool Quellinus te Amsterdam ging hij in de leer bij zijn vader Jan Kuypers, die landschapsschilder was. In 1892 huwde hij met Elisabeth Terlingen en vestigde zich in Rijswijk, waar hij onder invloed kwam te staan van de Haagse School. In 1896 verhuisde hij met zijn gezin naar Renkum, waar hij vaak de Veluwe in trok om er te schilderen 'en plein air'. Later ontleende hij daar de bijnaam "schilder van de Veluwezoom" aan.

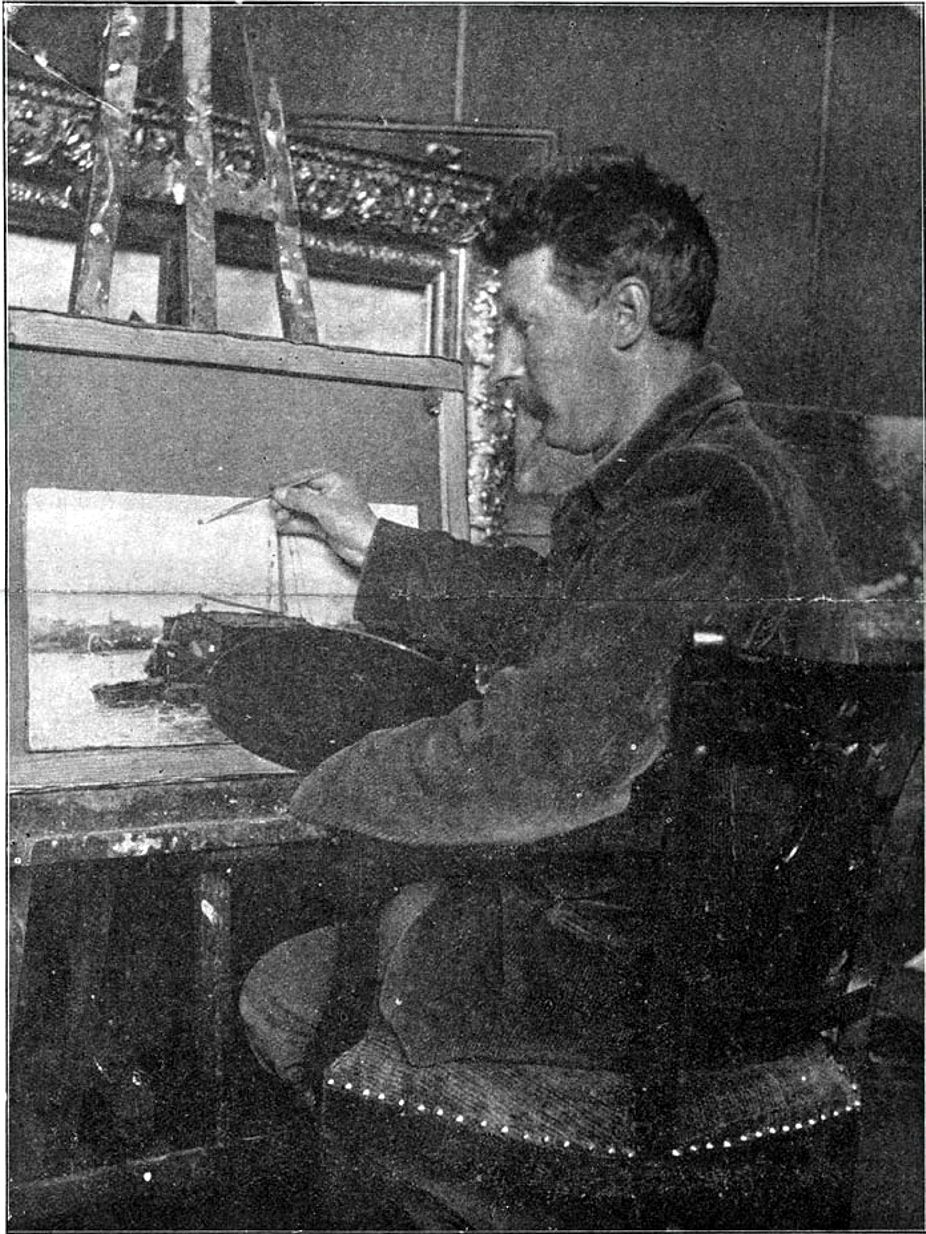
Kuypers in 1900

Kuypers schilderde vooral watergezichten en landschappen in typisch Hollandse omgevingen. Figuren bleven altijd ondergeschikt aan de natuur. Later in zijn carrière kwam de nadruk in zijn werk sterk te liggen op grote lichte wolkenpartijen.
Toen zijn kinderen naar de middelbare school gingen verhuisde Kuypers terug naar Den Haag. Daarna trok hij met zijn vrouw naar Soest, waar hij in 1932 overleed tijdens een partijtje biljarten, 68 jaar oud.
Kuypers had veel succes met zijn werk in het buitenland, met name in de Verenigde Staten, waar hij via kunsthandel Buffa veel werk verkocht. In 1907 en 1911 won hij medailles op een internationale salon te Barcelona. Zijn werk is onder andere te zien in het Museum Arnhem, het Frans Hals Museum te Haarlem en het Stedelijk Museum Amsterdam.
Kuypers’ zoon Johan (1894-1981) was eveneens kunstschilder.

## Galerij

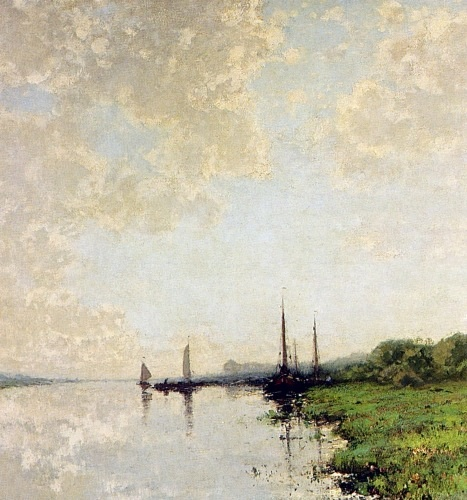
Landschap met boten op een waterweg
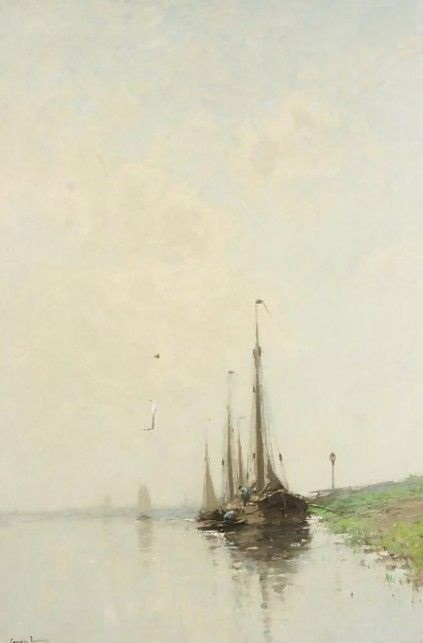
Zeilschepen op een kalme rivier
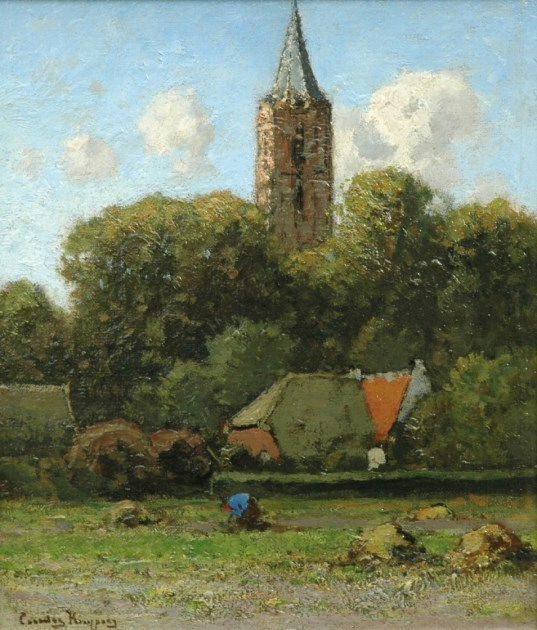
Gezicht op het kerkje te Soest
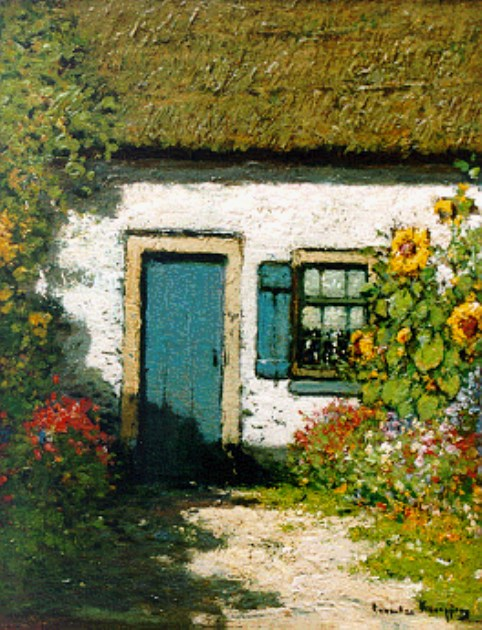
Boerenerf met zonnebloemen
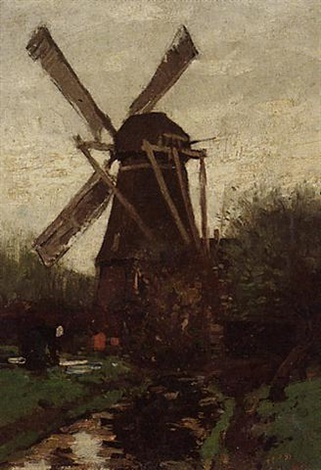
Boer bij een molen
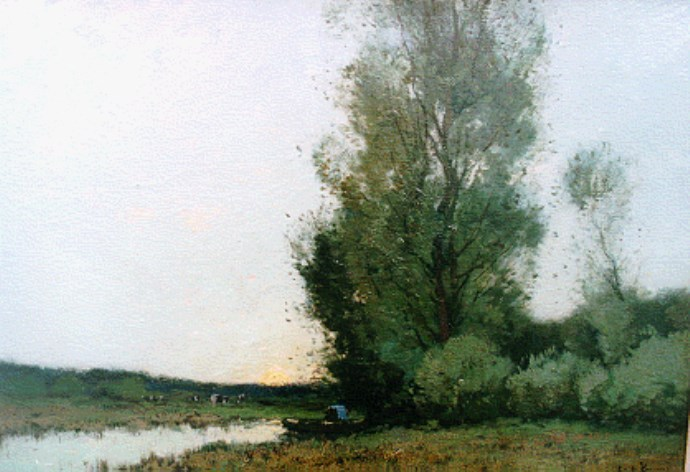
Boer in roeiboot
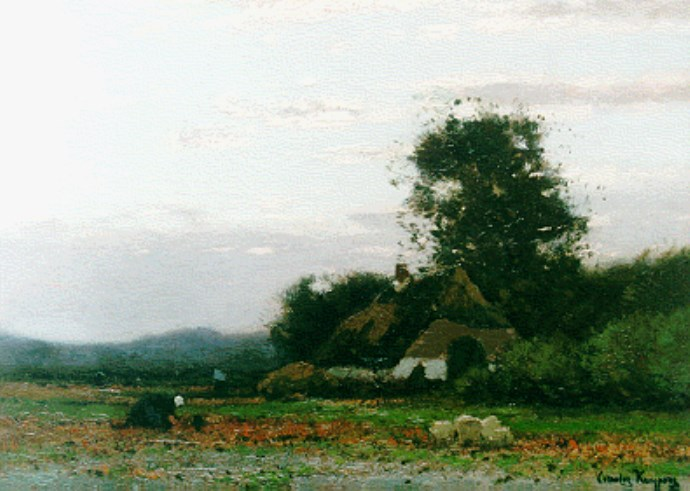
Boerin op het land
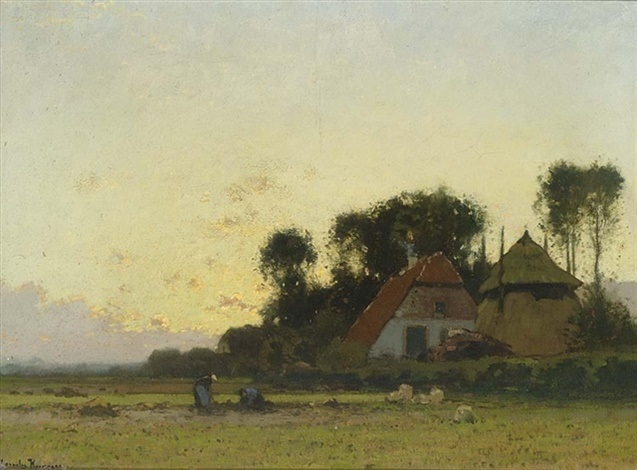
Boeren op het veld
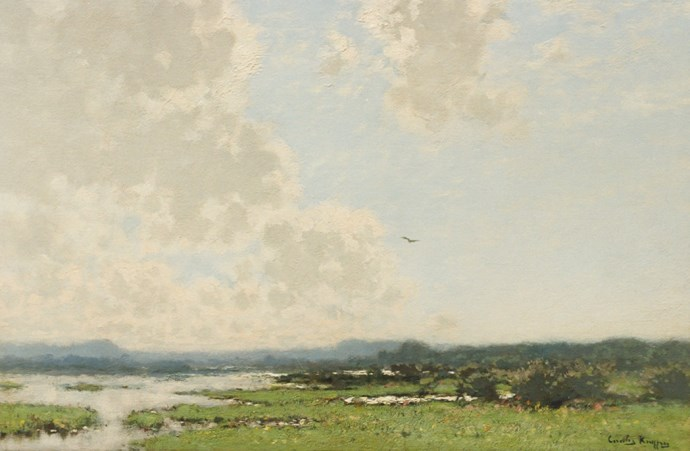
Weids landschap
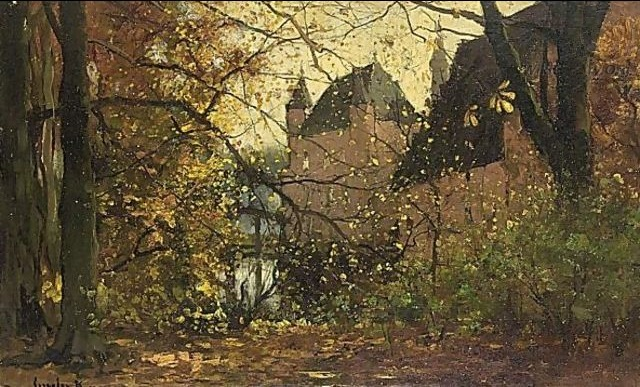
Gezicht op kasteel Doorwerth